# Wout Poels
Wouter Poels (Venray, Limburgo, 1 de outubro de 1987) é um ciclista profissional neerlandês que corre para a equipa bareini Team Bahrain Victorious. É cunhado do também ciclista Pim Ligthart.

## Trajetória

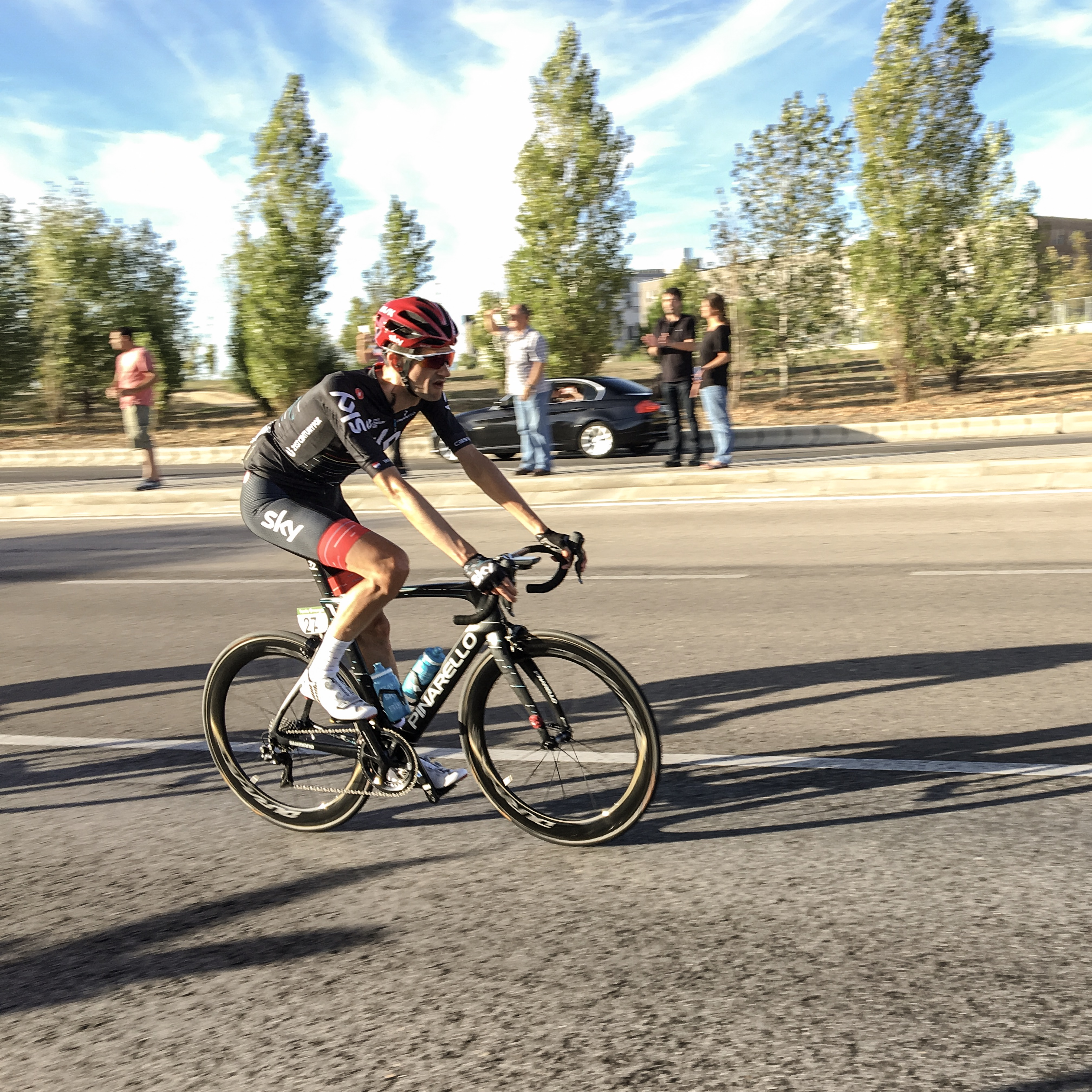
Wout Poels na última etapa da volta Espanha 2017

É profissional desde 2006, quando estreia com a modesta equipa do Fondas-P3Transfer Team. Em 2009 alinhou pela equipa Vacansoleil e depois do desaparecimento deste em 2013, foi contratado pela equipa UCI ProTeam Omega Pharma-Quick Step em 2014.
Entre seus lucros mais destacados é a vitória na Volta a Leão em 2008. Em 2010 vence a etapa rainha do Tour de l'Ain de 2010 por adiante dos franceses David Moncoutié e Thibaut Pinot, terminando segundo na classificação final empatado a tempo com o vencedor final Haimar Zubeldia.
No ano 2016 vence o seu triunfo mais importante até à data, a Liège-Bastogne-Liège. por adiante dos corredores: Michael Albasini e Rui Costa (ciclista), segundo e terceiro respetivamente.
Tem conseguido bons postos nas grandes voltas como um sexto posto na Volta a Espanha de 2017, um décimo-sétimo na Volta a Espanha de 2011 e um vigésimo-primeiro no Giro d'Italia de 2014.

## Palmarés
| - 2008 - Volta a Leão - 2010 - 1 etapa do Tour de l'Ain - 1 etapa da Volta à Grã-Bretanha - 2011 - 1 etapa do Tour de l'Ain - 2012 - 1 etapa do Volta ao Luxemburgo - 2013 - 1 etapa do Tour de l'Ain - 2014 - 1 etapa da Volta ao País Basco - 2015 - 1 etapa da Tirreno-Adriático - 1 etapa da Volta à Grã-Bretanha | - 2016 - Volta à Comunidade Valenciana, mais 2 etapas - 1 etapa da Volta à Catalunha - Liège-Bastogne-Liège - 1 etapa da Volta à Grã-Bretanha - 2017 - 1 etapa do Volta à Polónia - 2018 - 1 etapa da Volta à Andaluzia - 1 etapa da Paris-Nice - 1 etapa da Volta à Grã-Bretanha - 2019 - 1 etapa do Critério do Dauphiné |

## Resultados em Grandes Voltas e Campeonatos do Mundo
| Corrida            | Corrida            | 2006 | 2007 | 2008 | 2009 | 2010 | 2011 | 2012 | 2013 | 2014 | 2015 | 2016 | 2017 | 2018 | 2019 | 2020  | 2021 |
| ------------------ | ------------------ | ---- | ---- | ---- | ---- | ---- | ---- | ---- | ---- | ---- | ---- | ---- | ---- | ---- | ---- | ----- | ---- |
|                    | Giro d'Italia      | —    | —    | —    | —    | —    | —    | —    | —    | 21.º | —    | —    | —    | 12.º | —    | —     | —    |
|                    | Tour de France     | —    | —    | —    | —    | —    | Ab.  | Ab.  | 28.º | —    | 44.º | 28.º | —    | 58.º | 26.º | 110.º | 16.º |
|                    | Volta a Espanha    | —    | —    | —    | —    | —    | 17.º | —    | Ab.  | 38.º | —    | —    | 6.º  | —    | 34.º | 6.º   | 23.º |
| Mundial em Estrada | Mundial em Estrada | —    | —    | —    | —    | 42.º | 88.º | Ab.  | —    | 57.º | —    | —    | Ab.  | Ab.  | —    | —     | —    |

—: não participa

Ab.: abandono

## Equipas
- P3Transfer Team (2006-2008)
  - Fondas-P3Transfer Team (2006)
  - P3Transfer-Fondas Team (2007)
  - P3Transfer-Batavus (2008)
- Vacansoleil (2009-2013)
  - Vacansoleil Pro Cycling Team (2010)
  - Vacansoleil-DCM Pro Cycling Team (2011-2013)
- Omega Pharma-Quick Step Cycling Team (2014)
- Sky/INEOS (2015-2019)
  - Team Sky (2015-04.2019)
  - Team INEOS (05.2019-12.2019)
- Bahrain[2] (2020-)
  - Team Bahrain McLaren (2020)
  - Team Bahrain Victorious (2021-)